# Ротационная вытяжка

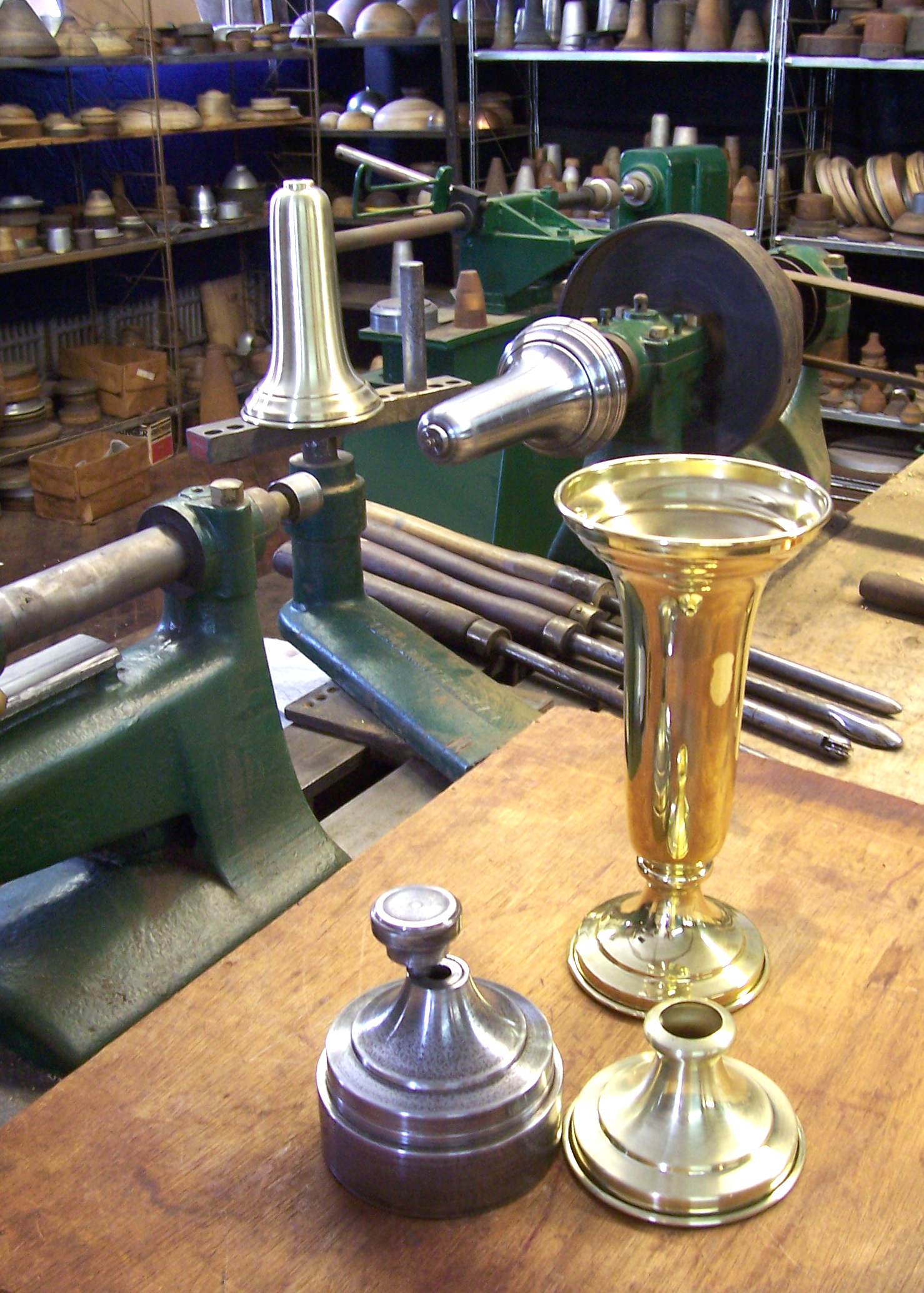
Изготовление с помощью ротационной вытяжки

Ротационная вытяжка (также — ротационное выдавливание и ротационная раскатка) — способ изготовления осесимметричных полых тел вращения из листовых или полых заготовок (труб), оболочек путём протяжки на токарных или на специальных давильно-раскатных станках. Процесс отличается от ротационного обжатия. Ротационной вытяжкой получают детали высокой точности криволинейной, конической и цилиндрической формы. Способ также применяется для изготовления тонкостенных холоднокатаных труб.
Используется для изготовления деталей из обычных сталей и сплавов, а также тугоплавких и труднодеформируемых материалов.
Применяется, когда изготовление дорогостоящих штампов экономически невыгодно, а также для упрощения изготовления крупных деталей сложной формы.

## История
Способ ротационной вытяжки возник при использовании вместо резцов на обычных токарных станках обжимных роликов, и первоначально назывался токарно-давильной обработкой.

## Процесс
Сущность процесса заключается в раскатке заготовки при помощи роликов по вращающейся оправке вдоль образующей детали, при отсутствии деформации фланца и изменения её диаметра. Может выполняться с заданным утонением стенок, так и без утонения.

## Оборудование
При серийном производстве, вытяжка выполняется на специальных давильно-раскатных станках, с гидравлическим перемещением роликов вдоль образующей детали. При вытяжке небольших деталей используются станки с горизонтальным шпинделем, при крупных — с вертикальным.